# The Retreat (Angus)
The Retreat, ehemals Ouchterlony House, ist ein Wohngebäude in der schottischen Kleinstadt Montrose in der Council Area Angus. 1971 wurde das Bauwerk in die schottischen Denkmallisten in der höchsten Denkmalkategorie A aufgenommen.

## Geschichte
Es handelt sich um den ehemaligen Stadtsitz der Familie Ouchterlony, weshalb in früheren Zeiten die Bezeichnung Ouchterlony House gängig war. Heute trägt das nebenliegende Gebäude 180–184 High Street diesen Namen, obschon eine Verbindung mit der Familie unklar ist. The Retreat wurde im frühen 18. Jahrhundert errichtet. Im frühen 19. Jahrhundert wurde das Gebäude überarbeitet.

## Beschreibung
Es handelt sich um ein rückwärtiges Gebäude, das straßenseitig vollständig von 180–184 High Street verdeckt ist. The Retreat besteht aus einem zweistöckigen und einem dreistöckigen Gebäudeteil, die im rechten Winkel zueinander angeordnet einen L-förmigen Grundriss ergeben. Wurden entlang der Hauptfassaden Sandsteinquader verbaut, so ist das Mauerwerk entlang der Seitenfassaden bossiert und besteht entlang der rückwärtigen Fassaden aus Bruchstein. Die stark geneigten Dächer sind mit grauem Schiefer eingedeckt. Im Innenraum sind die hochwertigen Stuck- und Gipsarbeiten im Rokokostil hervorzuheben. Das Speisezimmer im Obergeschoss ist mit Gesimse und offenem Kamin mit korinthischen Säulen ausgestaltet.